# جي. إتش كونينغهام
جي. إتش كونينغهام (بالإنجليزية: Gordon Herriot Cunningham)‏ هو فلاح وعالم أحياء وعالم نبات نيوزيلندي، ولد في 27 أغسطس 1892 في أوتاغو في نيوزيلندا، وتوفي في 18 يوليو 1962 في أوكلاند في نيوزيلندا.